# Meilhac
Meilhac ist eine französische Gemeinde in der Region Nouvelle-Aquitaine, im Département Haute-Vienne, im Arrondissement Limoges und im Kanton Saint-Yrieix-la-Perche. Sie grenzt im Norden an Burgnac, im Osten an Jourgnac, im Südosten an Saint-Maurice-les-Brousses, im Süden an Nexon, im Südwesten an Flavignac und im Westen an Lavignac. Die Bewohner nennen sich Meilhacois oder Meilhacoises. Die Ortschaft wird von der Aixette passiert.

## Bevölkerungsentwicklung
| Jahr      | 1962 | 1968 | 1975 | 1982 | 1990 | 1999 | 2008 | 2016 |
| --------- | ---- | ---- | ---- | ---- | ---- | ---- | ---- | ---- |
| Einwohner | 383  | 347  | 289  | 289  | 251  | 308  | 482  | 529  |

## Sehenswürdigkeiten
- Kirche Saint-Denis aus dem 15. Jahrhundert